# OLM (estúdio)
OLM, Inc. (japonês: 株式会社オー・エル・エム, Hepburn: Kabushiki-gaisha Ō Eru Emu), anteriormente conhecida como Oriental Light and Magic, é um estúdio de animação japonesa fundado em junho de 1994 em Setagayaku (東京都世田谷区若林1丁) - Tóquio. O estúdio é especializado em animes, seus animes mais famosos são Pokémon e Inazuma Eleven que tiveram uma grande repercussão mundial.
A OLM produziu muitos animes japoneses, dentre muitos com destaques estão Deltora Quest (anime), Utawarerumono e To Heart (anime).

## Estabelecimento
Fundada em 3 de outubro de 1990, por Toshiaki Okuno, Shūkichi Kanda, Shōji Ōta, Kunihiko Yuyama, Naohito Takahashi, Yuriko Chiba, Nobuyuki Wasaki, Tsukasa Koitabashi e Takaya Mizutani, OLM trabalharam em várias séries de anime, com ' ' Pokémon' 'como seu trabalho mais proeminente. A partir de 2018, o estúdio de animação é composto por onze equipes, lideradas por Tsukasa Koitabashi, Nobuyuki Wasaki, Yasuteru Kamei, Hiroyuki Katō, Takashi Inoue, Isamu Abe, Daisuke Yoshioka, Ryōsuke Sakurai, Manabu Kawakita, Go Sawada e Misako Saka . Em 1995, o diretor representante da OLM, Toshiaki Okuno, fundou a OLM Digital, que se tornou a principal empresa de trabalho de CG por trás da maioria das obras da OLM. Toshiaki Okuno é o diretor representante de ambas as empresas. Em 2007, membros da Equipe Iwasa, incluindo o líder da equipe Gaku Iwasa, renomearam seu estúdio como White Fox. A OLM expandiu seus negócios no campo de drama para TV e filmes de ação ao vivo, produzindo títulos como  Shield of Straw .

## Produçoes

### Animes
- Mojacko (1995-1997)
- Pokémon (1997-presente)
- Berserk (1997-1998)
- Adventures of Mini-Goddess (1998-1999)
- To Heart (1999)
- Steel Angel Kurumi (1999)
- Comic Party (2001)
- Figure 17 (2001-2002)
- Piano: The Melody of a Young Girl's Heart (2002-2003)
- Full-Blast Science Adventure – So That's How It Is (2003-2004)
- Godannar (Co-Produçao Junto Com a AIC) (2003-2004)
- Croket! (2003-2005)
- Monkey Turn (2004)
- Agatha Christie's Great Detectives Poirot and Marple (2004-2005)
- Guyver: The Bioboosted Armor (2005-2006)
- Makai Senki Disgaea (2006)
- Utawarerumono (2006)
- Ray the Animation (2006)
- Super Robot Wars Original Generation: Divine Wars (2006-2007)
- Gift: Eternal Rainbow (2006)
- Deltora Quest (2007-2008)
- Inazuma Eleven
  - Inazuma Eleven (2008-2011)
  - Inazuma Eleven GO (2011-2014)
  - Inazuma Eleven: Ares No Tenbin (2018-presente)
- Tamagotchi! (2009-2015)
- Danball Senki (2011-presente)
- Pac-Man e as Aventuras Fantasmagóricas (2013–presente) (série animada em CG, co-produção com Sprite Animation Studios)
- Future Card Buddyfight (2014) (Co-Produçao Junto Com a Xebec)
- Yōkai Watch (2014)
- BanG Dream! (2017) (Co-Produçao Junto Com a Xebec)
- Bungo and Alchemist (2020)

### Filmes
- Blade of the Phantom Master (co-produção com Character Plan) (2004)
- Dōbutsu no Mori (2006)
- Professor Layton and the Eternal Diva (co-produção com P.A. Works) (2009)

### OVA
- Gunsmith Cats (1995-1996)
- Queen Emeraldas (1998)